# Фэтшейминг

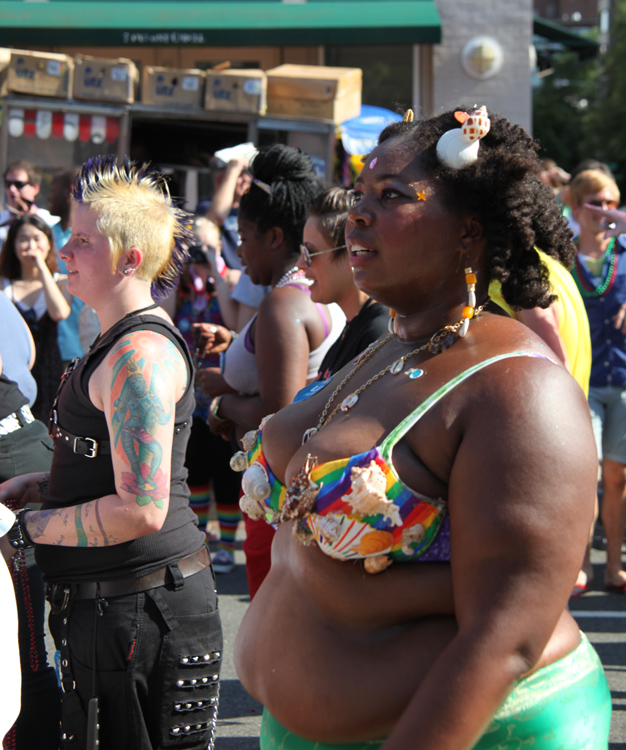
На столичном параде гордости возле Дюпон-Серкл в Вашингтоне, Округ Колумбия, в Соединённых Штатах, 9 июня 2012 года.

Фэтше́йминг (от англ. fat — «жир» или «толстый», to shame — «стыдить») или фэтфо́бия (от англ. fat — «жир» или «толстый», др.-греч. φόβος — «боязнь») — это действия или высказывания, которые унижают, высмеивают или оскорбляют человека или группу людей за ожирение; социальная стигматизация и дискриминация человека или группы людей с избыточным весом или страдающих ожирением; культура осуждения «лишнего веса», где границы «нормального веса» определяются субъективно. Основывается на идее, что ожирение — это вредно для здоровья, непривлекательно, стыдно и является результатом «распущенности». Развитию и распространению фэтшейминга во многом способствуют индустрии моды и кино, реклама и СМИ. Следствием фэтшейминга становится снижение качества жизни человека и ухудшение его здоровья, в том числе и психического: фэтшейминг приводит к депрессии, тревожным расстройствам и расстройствам пищевого поведения. Женщины чаще мужчин оказываются объектом фэтшейминга.

## Когнитивное искажение
В результате каузальной атрибуции формулируется предвзятое отношение к людям с ожирением или «лишним весом»; им приписываются негативные черты личности, такие как «ленивый», «жадный», «глупый», «вонючий», «медленный», «распущенный» или «безвольный». Это классический пример так называемого эффекта «ореола» или гало-эффекта, когда оценка одного качества человека влияет на оценку его других характеристик. То есть физиологические особенности человека, а именно процент жира в его организме, коррелируется с его характером.

## Распространение и особенности
За последние несколько десятилетий увеличилось число случаев дискриминации из-за веса. В некоторых странах представители сексуальных меньшинств и люди с психическими расстройствами подвергаются негативной стереотипизации реже, чем люди с «лишним весом». Полные женщины гораздо чаще сталкиваются с негативными комментариями из-за веса, чем считалось ранее. Из прошлых исследований можно было сделать вывод, что люди с избыточным весом или ожирением подвергались нападкам окружающих всего несколько раз за всю жизнь. Однако на самом деле в среднем такие эпизоды случаются трижды в неделю, а неприятные комментарии чаще всего исходят от супругов, друзей и членов семьи.
Фэтшейминг не ограничивается только стигматизацией людей с ожирением первой, второй или третьей степени, он затрагивает и тех, чьи физиологические параметры находятся в пределах нормального или избыточного ИМТ.
Группы, подвергающиеся дискриминации, обычно представляют собой меньшинство, однако люди с избыточным весом или ожирением являются доминирующей социальной группой, как в США, так и в других странах, где уровень фэтшейминга в обществе высок. В России 54 % мужчин старше 20 лет страдают от «лишнего веса» и 15 % — от ожирения. Среди российских женщин ожирение наблюдается у 28,5 % женщин, а «лишний вес» почти у 59 % женщин. Эти люди подвергаются стигматизации, дискриминации или травле внутри семьи, со стороны работодателей, медицинских работников и при установлении межличностных отношений (в том числе и романтических отношений). Более того, эксперимент, результаты которого были опубликованы в Международном журнале по вопросам ожирения, выявил наличие предвзятого отношения у мужчин-присяжных заседателей по отношению к полным женщинам-ответчикам в зале суда. В целом негативное отношение к женщинам встречается непропорционально чаще в сравнении с мужчинами, хотя количество полных мужчин и женщин приблизительно равное.

## Дискриминация со стороны работодателей
Работодатели часто дают неправильную оценку способностям людей с избыточным весом и полагают, что те не смогут справиться с трудными задачами или долго работать, не уставая. Однако полные люди могут быть не менее, а в некоторых случаях и более, сильными и выносливыми.
Учёные из Эксетерского университета обнаружили, что избыточный вес у женщин приводит к снижению возможностей в жизни, в том числе и к более низкому доходу. Они изучили 70 однонуклеотидных полиморфизмов, связанных с ИМТ, используя данные 120 тысячи волонтеров от 40 до 70 лет из UK Biobank. Согласно исследованию, если женщина весила на 6,3 кг больше исключительно по генетическим причинам, её годовой доход был на 1500 фунтов стерлингов ниже, чем у женщины того же роста, но с меньшим весом. Это же исследование выявило похожую связь между доходом и ростом мужчины.
Дженнифер Беннетт Шиналл, доцент кафедры права Университета Вандербильта в Нэшвилле, штат Теннесси, так же обнаружила наличие разрыва в заработной плате у женщин с избыточным и с нормальным весом. Этот разрыв, согласно её исследованию, обусловливался тем, что полные женщины, с одной стороны, чаще, чем женщины с нормальным весом, работают в сферах, предполагающих физический труд — оказывают медицинскую помощь на дому, готовят пищу и ухаживают за детьми. С другой стороны, они реже занимают должности, предусматривающие взаимодействие с людьми. А работа, требующая физического труда, часто оплачивается хуже, чем работа, предполагающая общение с клиентами. Это явление она назвала «штрафом за ожирение». Шиналл также выяснила, что даже если полная женщина работает с клиентами, она всё равно получает меньше других женщин. Шиналл утверждает, что общество уделяет много внимания тому, как выглядит женщина, поэтому одним из возможных объяснений может быть, по её мнению, дискриминация. Она так же добавляет: «Работодатели могут считать, что их клиенты находят ожирение у женщин более отталкивающим, чем у мужчин, и не хотят брать женщин с избыточным весом на работу по обслуживанию клиентов».

### Стюардессы «Аэрофлота»
В 2017 году две стюардессы «Аэрофлота» Евгения Магурина и Ирина Иерусалимская подали в суд на авиакомпанию, из-за требований к размеру одежды, росту и весу бортпроводников, обвинив её руководство в дискриминации сотрудников по внешнему виду. В феврале 2017 года Мосгорсуд частично удовлетворил в апелляции иск стюардесс. Он присудил взыскать с «Аэрофлота» задолженность по зарплате бортпроводниц, выплатить компенсацию за причинённый моральный вред и признать незаконным правило о размере одежды стюардесс. Вместе с тем суд отказал в требовании признать факт дискриминации.

## Фэтшейминг и здоровье

### Влияние фэтшейминга на здоровье
Стресс, возникающий в результате дискриминации из-за веса, приводит к снижению физического и психического здоровья.
Люди, подвергавшиеся фэтшеймингу, с большей вероятностью начинают считать себя людьми с избыточным весом, независимо от показателей их ИМТ. В результате осуждения за внешний вид, в том числе и со стороны близких (часто в виде шуток), у человека может сформироваться внутренняя фэтфобия, то есть ненависть к своему телу и себе. Неразрывно связанная с лукизмом, фэтшеймингом и насаждением стандартов красоты модной и массмедиа индустриями, внутренняя фэтфобия может проявляется, например, в виде запрета самому себе на получение удовольствий — ограничении в питании, социальной изоляции, отказе от сексуальной и физической активности (из-за страха танцевать, бегать, проявлять свободу действий; ощущения скованности и зажатости, желания «уменьшиться» и «сократиться»).
Неуверенность в своей внешности и искажение восприятия образа своего тела приводят к депрессии. Трудно различить, что первично в порочном круге, в котором депрессия и дисморфофобия связаны, подпитывают друг друга и истощают внутренние ресурсы человека.
Фэтшейминг людей с избыточным весом или ожирением приводит к снижению их физической активности, «заеданию чувств» и в результате к ещё большим трудностям контроля веса. В долгосрочной перспективе результатом становится обратный эффект — набор веса. Так исследователи Университетского колледжа Лондона в результате четырёхлетних наблюдений за почти тремя тысячами взрослых обнаружили, что те 5 % из них, которые подвергались фэтшеймингу, за это время в среднем набрали 0,95 кг, те, кто не подвергался — в среднем потеряли 0,71 кг. С другой стороны, только 5 % людей, применивших стрессовые методы похудения, сохраняют достигнутый вес условно навсегда; 65 % набирает вес обратно за три года.
Кроме того, сидение на диете запутывает и портит отношение человека с едой, то, как он думает о ней и чувствует себя рядом с ней, провоцируя возникновение расстройств пищевого поведения.

### Связь между лишним весом и здоровьем
Ожирение входит в Международную классификацию болезней 10-го и 11-го пересмотра. В 2013 году Американская медицинская ассоциация тоже проголосовала за признание ожирения болезнью. Однако часть Американских врачей осталась несогласной с этим решением. Так Дэвид Кац, глава Центра превентивных исследований Йельского университета, в своей статье «Не называйте ожирение болезнью» утверждает, что накопление жира в организме начинается с превращения избытка калорий в энергетический резерв, а это именно то, что должно делать здоровое тело с избытком калорий — запасать их. Таким образом умение человека толстеть — это часть нормальной физиологии, а полнота сама по себе не заболевание в привычном для нас смысле слова.
Полнота не всегда напрямую связана с нездоровым образом жизни, то есть возникает из-за того, что человек не следит за собой и «распущен». Причинами набора веса может быть генетическая предрасположенность, эндокринные или другие заболевания, а также социальное давление или травма.
Тем не менее повышенный процент жира может увеличивать риск некоторых заболеваний. Однако без учёта других факторов неправильно связывать наличие «лишнего веса» с неизбежным появлением болезней. Он может быть лишь одной из причин некоторых заболеваний — гипертонии, сахарного диабета, некоторых видов рака. Однако полнота вовсе не обязательно приводит к снижению здоровья и продолжительности жизни.
По данным исследования, опубликованного в Международном журнале по вопросам ожирения, 54 миллиона американцев, ИМТ которых говорит о наличии избыточного веса или ожирения, обладают идеальным здоровьем, в то время как 21 миллион человек с нормальным весом по ИМТ — нездоровы. Учёные, команду которых возглавляла А. Дженет Томияма, доцент психологии Калифорнийского университета в Лос-Анжелесе, привели доказательства, что ИМТ человека нельзя считать адекватным показателем здоровья.
Более того, с полнотой связан «парадокс ожирения»: согласно исследованиям	[уточнить], при некоторых заболеваниях пациенты с ожирением умирают преждевременно реже, чем пациенты с таким же болезнями и состояниями, но с нормальным весом. Риск преждевременной смерти у людей с ожирением ниже при сердечно-сосудистых заболеваниях (ИБС, сердечной недостаточности, гипертонии, болезни периферических артерий), пожилом возрасте, поздних стадиях рака, хронических заболеваниях почек, ВИЧе и СПИДе, хронической обструктивной болезни легких и ревматоидном артрите.
Тем не менее врачи зачастую продолжают списывать проблемы пациента со здоровьем в первую очередь на его вес.

### Дискриминация со стороны медицинских работников
Исследования, проведённые в Школе медицины Уэйк Форест, показали, что у трети студентов-медиков сформировано предвзятое отношение к пациентам с избыточным весом, в большинстве случаев это отношение неосознанно. Интересно и то, что при общении с более худыми пациентами, врачи испытывают большую эмпатию и относятся к таким пациентам с большей теплотой. Это было подтверждено исследованием, которое проанализировало записи разговоров на приёмах между 39 врачами и более чем 200 пациентами с высоким кровяным давлением.
Научная статья Американской психологической ассоциации обращает внимание, что женщины, которые подвергались фэтшеймингу со стороны врача, склонны в дальнейшем избегать обращения за медицинской помощью. Пациентки боятся идти к врачу, зная, что на приёме они скорее всего будут взвешены, а затем потенциально подвергнуты критике за свой вес. С другой стороны, опрос, проведённый Национальной службой здравоохранения Великобритании в 2012 году, показал: 54 % врачей считает, что у них должно быть право отказывать в не экстренной медицинской помощи пациентам, которые не худеют или не бросают курить.
Также люди с избыточным весом обобщаются врачами как «нездоровые». Это исключает участие таких пациентов в ряде важных медицинских исследований, что приводит к искажению их результатов. Из-за отсутствия достаточного количества медицинских исследований людей с ожирением или избыточным весом пациентам этой категории часто выписывают заниженные дозы лекарственных препаратов. Так, например, больным с избыточным весом не назначается достаточное количество химиотерапии и антибиотиков.

## Бодипозитивное движение
Фэтшеймингу пытается противостоять фэт-феминизм и бодипозитивное движение, главная идея которого заключается защите морфологической свободы.